# Турнир юных физиков
«Турни́р ю́ных фи́зиков» — коллективное состязание школьников старших классов в умении решать сложные научные проблемы, убедительно представлять свои решения, отстаивать их в научных дискуссиях — физбоях.

## История
Первый Турнир юных физиков был проведен в 1979 году в Москве в школе-интернате № 18 при МГУ (ныне СУНЦ МГУ) по инициативе преподавателя школы, сотрудника физического факультета МГУ Евгения Николаевича Юносова. В нем приняли участие семь московских школ.
В дальнейшем Московские турниры проводились ежегодно, а Е. Н. Юносов за их создание был награждён премией Ленинского комсомола. Московские турниры проводились по схеме «Заочный тур» (17 задач для отборочных боёв, месяц на подготовку) + «Отборочные бои» + «Финал» (5 задач, 2 часа на подготовку).
В 1988 году Московский ТЮФ стал Всесоюзным; в этом же году на основе Всесоюзного ТЮФ был проведён первый международный турнир, позже ставший известным под аббревиатурой IYPT. Первые международные турниры проходили в Москве и Подмосковье, а с 1994 года они проходят в разных странах мира.

## Турниры и задачи
В настоящее время в Международном турнире юных физиков принимают участие 25–30 команд со всех континентов. На международном турнире играются 17 задач, на подготовку которых даётся один год работы.
Правила проведения большинства национальных и региональных Турниров юных физиков обычно соответствуют правилам IYPT; при этом на них может играться меньшее количество задач с меньшим временем подготовки.
На территории бывшего Советского Союза национальные турниры юных физиков проводятся в России, на Украине, в Белоруссии и Грузии. 
На Всероссийском турнире рассматриваются те же 17 задач, что и в IYPT. На Белорусском турнире рассматриваются решения 12 задач, выбранных республиканским оргкомитетом из 17 задач IYPT.
На Всеукраинском турнире до недавнего времени рассматривался почти полностью самостоятельный комплект задач. Однако в последние годы 8–9 задач из 17 совпадают с задачами IYPT, а остальные составляются независимо. Кроме того, финал Всеукраинского турнира играется по отдельному списку из 6 задач, которые выдаются команде на 5 часов подготовки; в это время команда не может общаться со своими руководителями.